# هکتور خوزه کامپورا
هکتور خوزه کامپورا (انگلیسی: Héctor José Cámpora; زاده ۲۶ مارس ۱۹۰۹ – درگذشته ۱۸ دسامبر ۱۹۸۰) سیاست‌مدار اهل آرژانتین بود.